# Robert Stephens
Robert Stephens (14 de julio de 1931 – 12 de noviembre de 1995) fue un actor británico y miembro de la compañía teatral inglesa Royal National Theatre.

## Trayectoria
Nacido en Bristol, Inglaterra, llegó a ser uno de los actores más respetados de su generación, y en la década de 1960 se le consideraba como el sucesor natural de Laurence Olivier.
En 1949, Stephens ganó una beca para estudiar en la compañía teatral de la actriz Esme Church, en la Bradford Civic Theatre School, en Bradford, donde conoció a Nora, una compañera de estudios que sería su primera esposa. Su primer trabajo profesional llegó en el Teatro Unicorn, tras lo cual en 1951 pasó el año haciendo papeles de repertorio en el Teatro Royalty de Morecambe, a lo cual siguieron temporadas de gira y de actuaciones en el Hippodrome, en Preston. El director londinense Tony Richardson vio una actuación en el Royalty y le ofreció un puesto en la primera temporada de la English Stage Company en el Royal Court Theatre en 1956.
En su trabajo para el cine se incluye una actuación menor como el Príncipe Escala en la cinta de Franco Zeffirelli Romeo y Julieta (1968), así como papeles protagonistas en la película de Billy Wilder The Private Life of Sherlock Holmes (1970) y en el film de ciencia ficción The Asphyx (1973). Stephens y su tercera esposa, la actriz Maggie Smith, actuaron juntos en el teatro y en el cine, destacando el trabajo de la pareja en The Prime of Miss Jean Brodie en 1969. Sin embargo, tras su salida del National Theatre en 1970 y la ruptura de su matrimonio en 1973, su carrera sufrió un declive, a lo cual contribuyó además su adicción a la bebida.
Aunque siguió trabajando como actor teatral (destaca su actuación en el Royal National Theatre con la obra The Mysteries en 1986), cinematográfico (The Fruit Machine en 1988) y televisivo (importante papel de Abner Brown en la dramatización de la BBC en 1984 del clásico infantil The Box of Delights, y de maestro en un colegio de Oxford en un episodio de Inspector Morse), no fue hasta la década de 1990 en que volvió a recuperar su puesto como primera figura de la interpretación, cuando la Royal Shakespeare Company le invitó a encarnar a Falstaff en Enrique IV, parte 1 y a hacer el papel del título en El rey Lear. En 1993 fue recompensado con el Premio Laurence Olivier al mejor actor por su actuación como Sir John Falstaff en Enrique IV, con la Royal Shakespeare Company.
Además, Stephens dio voz a Aragorn en la serie radiofónica de 1981 de BBC Radio El Señor de los Anillos.

## Vida personal
Stephens se casó cuatro veces:
- 1951, con Nora Ann Simmons; tuvieron un hijo, Michael Stephens, y se divorciaron en 1952.[1][2]
- 1956, con Tarn Bassett; tuvieron una hija y se divorciaron en 1967
- 1967, con Maggie Smith. Tuvieron dos hijos, los actores Toby Stephens y Chris Larkin, y se divorciaron en 1974.
- 1995, con Patricia Quinn (también conocida como Lady Stephens), que actuó con él en Fortunes of War y en la producción televisiva de la BBC The Box of Delights.

Tras sufrir durante varios años una mala salud, Stephens falleció en Londres, Inglaterra, en 1995 por complicaciones surgidas tras un trasplante de hígado. Tenía 64 años de edad, y once meses antes había sido nombrado caballero.

## Selección de su filmografía
- A Circle of Deception (1960)
- A Taste of Honey (1961)
- Pirates of Tortuga (1961)
- The Inspector (1962)
- Cleopatra (1963)
- The Small World of Sammy Lee (1963)
- Morgan, un caso clínico (Morgan, a Suitable Case for Treatment) (1966), de Karel Reisz
- Romeo and Juliet (1968) como El Príncipe Escalus
- The Prime of Miss Jean Brodie (1969)
- The Private Life of Sherlock Holmes (1970)
- Viajes con mi tía (1972)
- The Asphyx (1973)
- Luther (1974)
- QB VII (1974, TV)
- Los duelistas (1977)
- At Night All Cats Are Crazy (1977)
- The Shout (1978)
- Holocausto (1978, TV)
- Les jeux de la Comtesse Dolingen de Gratz (1980)
- Anyone for Denis? (1982, TV)
- Comrades (1986)
- High Season (1987)
- El imperio del sol (1987)
- Ruleta americana (1988)
- The Fruit Machine (1988)
- Testimony (1988)
- Ada in the Jungle (1988)
- Enrique V (1989)
- Wings of Fame (1990)
- The Children (1990)
- Afraid of the Dark (1991)
- Chaplin (1992)
- Searching for Bobby Fischer (1993)
- The Secret Rapture (1993)
- Century (1993)
- England, My England (1995)